# Ганс Дюрер
Ганс Дюрер (іспанська Hans Dürer; 21 лютого 1490 в Нюрнберзі — 1538 у Кракові) — німецький художник, ілюстратор та графік епохи Північного ренесансу.

## З біографії
Син Альбрехта Дюрера Старшого, молодший брат Альберехта Дюрера, і після нього, найбільш талановитий серед молодшого покоління Дюрерів. Більшість його братів та сестер померли в дитинстві. Все вказує на те, що він точно проводив навчання в майстерні свого відомого брата. Також відомо про їхню співпрацю над «Вівтарем Геллера» (нині знаходиться в Історичному музеї у Франкфурті-на-Майні), зокрема Ганс долучився до роботи над сценами з бічних стулок.
1529 року став придворним художником Короля Сигізмунда в Польщі, зокрема виконав поліхромію на Королівському замку на Вавелі. Згодом протягом деякого часу жив та працював в Кракові, як багато інших Нюрнберзьких художників.
Характерна особливість малярства Ганса Дюрера — насичені кольори шат. В порівнянні з творчістю його брата, збереглося відносно мало його творів. 1999 року його картину Святого Юрія продано на аукціоні в Нью-Йорку. Ікона «Божої Матері та чотирнадцять святих помічників» (1524) Ганса Дюрера знаходиться в одній з базилік в Нисі.

## Вибрані твори

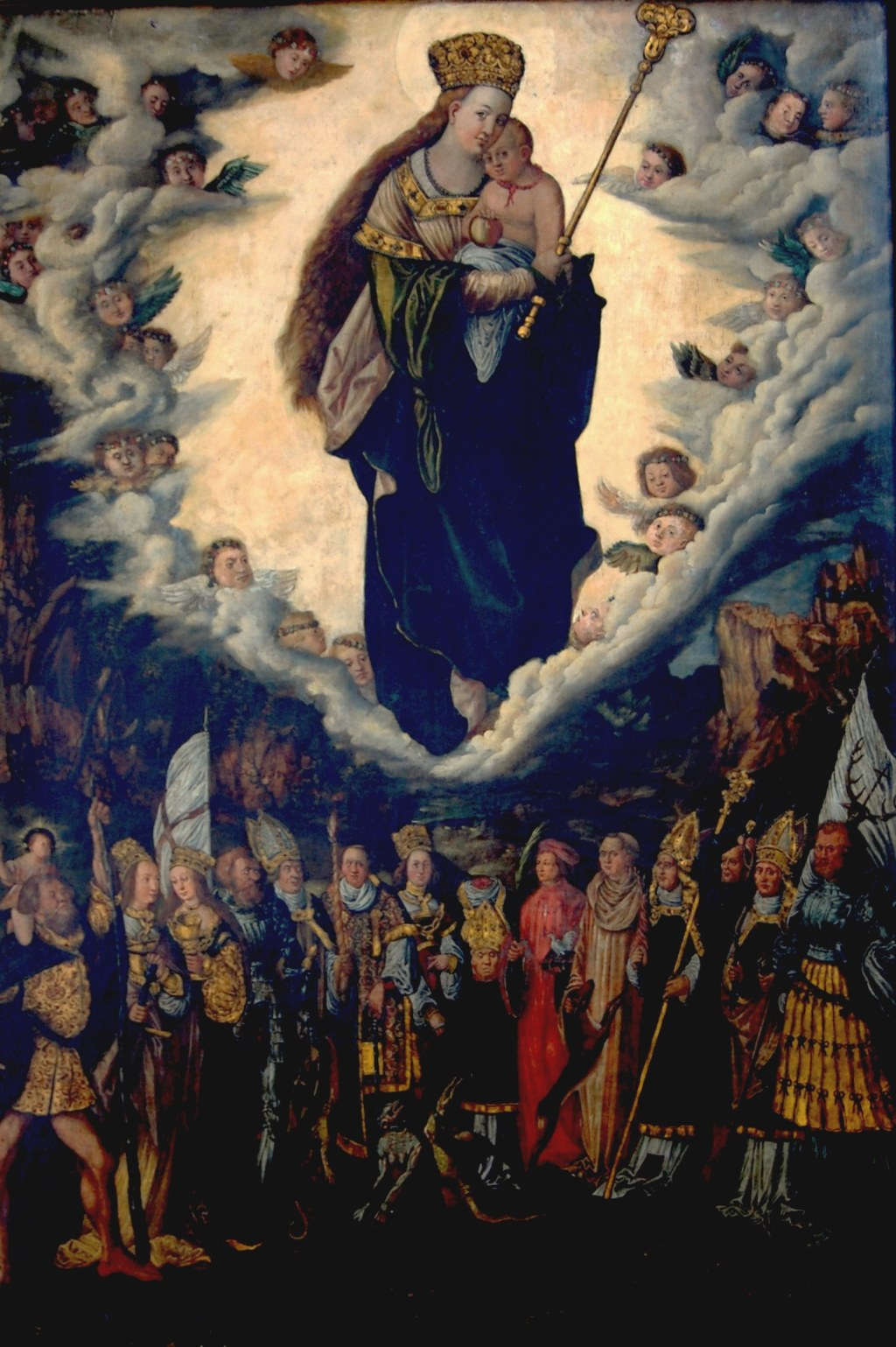
Ікона «Божої Матері та чотирнадцять святих помічників» (1524)

- Державний музей у Твенте (Енсхеде)
  - Стулковий вівтар із зображенням Святого сімейства, 1515
- Собор святих Станіслава і Вацлава
  - Ікона з зображенням святого Єроніма
- Національна галерея (Прага)
  - Ікона з із зображенням св. Єронім на тлі пейзажу
- Національний музей (Варшава)
  - Христос, що несе хрест, 1522
- Мистецька галерея у Комптон Верні
  - Святий Христофор
  - Святий Юрій
  - Свята Катерина
  - Свята Варвара
- Місце знаходження невідоме
  - Святе сімейство, 1518
  - Святий Юрій